# Everton Football Club 2014-2015
Questa voce raccoglie le informazioni riguardanti l'Everton Football Club nelle competizioni ufficiali della stagione 2014-2015.

## Stagione
La stagione 2014-2015 dell'Everton rappresenta la 61ª stagione consecutiva nella massima categoria inglese, su un totale di 112 campionati disputati nella prima divisione nazionale.

## Maglie e sponsor
Lo sponsor tecnico per la stagione 2014-2015 è Umbro, di ritorno dal 2009 dopo una assenza di cinque stagioni; lo sponsor ufficiale è Chang Beer che compare sulle divise dell'Everton dal 2004. La stagione 2014-2015 vede il debutto del nuovo logo creato in collaborazione con i tifosi e in sostituzione del logo precedente disegnato dalla Nike, comparso sulle casacche dell'Everton per una sola stagione.
| Casa | Trasferta | Terza divisa |  |

## Organigramma societario
Dal sito internet ufficiale della società.
Area direttiva
- Presidente: Bill Kenwright CBE
- Vice presidente: Jon Woods
- Direttori generali: Robert Earl, Sir Philip Carter CBE
- Amministratore delegato: Robert Elstone

Area organizzativa
- Team manager: Roberto Martínez
- Life President: Sir Philip Carter CBE
- Vice Life President: Keith Tamlin
- Responsabile stadio: Alan Bowen

Area comunicazione
- Direttore comunicazione: Paul Tyrrell
- Responsabile media e comunicazioni: Mark Rowan

Area marketing
- Direttore commerciale: Dave Biggar
- Responsabile finanze: Martin Evans

Area tecnica
- Assistente Allenatore: Graeme Jones
- Assistente Allenatore: Andy Holden
- Allenatore Portieri: Iñaki Bergara
- Allenatore Riserve: Alan Stubbs

## Rosa
Rosa, numerazione e ruoli, tratti dal sito ufficiale, sono aggiornati al 2 settembre 2014.
| N. |                                 | Ruolo | Calciatore               |
| -- | ------------------------------- | ----- | ------------------------ |
| 1  | Spagna (bandiera)               | P     | Joel Robles              |
| 2  | Inghilterra (bandiera)          | D     | Tony Hibbert             |
| 3  | Inghilterra (bandiera)          | D     | Leighton Baines          |
| 4  | Irlanda (bandiera)              | C     | Darron Gibson            |
| 5  | Camerun (bandiera)              | A     | Samuel Eto'o             |
| 6  | Inghilterra (bandiera)          | D     | Phil Jagielka (capitano) |
| 7  | Irlanda (bandiera)              | C     | Aiden McGeady            |
| 8  | Costa Rica (bandiera)           | C     | Bryan Oviedo             |
| 9  | Costa d'Avorio (bandiera)       | A     | Arouna Koné              |
| 10 | Belgio (bandiera)               | A     | Romelu Lukaku            |
| 11 | Belgio (bandiera)               | A     | Kevin Mirallas           |
| 14 | Scozia (bandiera)               | A     | Steven Naismith          |
| 15 | Francia (bandiera)              | D     | Sylvain Distin           |
| 16 | Irlanda (bandiera)              | C     | James McCarthy           |
| 17 | Bosnia ed Erzegovina (bandiera) | C     | Muhamed Bešić            |
| 18 | Inghilterra (bandiera)          | C     | Gareth Barry             |
| 19 | Ghana (bandiera)                | C     | Christian Atsu           |

| N. |                        | Ruolo | Calciatore         |
| -- | ---------------------- | ----- | ------------------ |
| 20 | Inghilterra (bandiera) | C     | Ross Barkley       |
| 21 | Inghilterra (bandiera) | C     | Leon Osman         |
| 22 | Sudafrica (bandiera)   | C     | Steven Pienaar     |
| 23 | Irlanda (bandiera)     | D     | Séamus Coleman     |
| 24 | Stati Uniti (bandiera) | P     | Tim Howard         |
| 26 | Inghilterra (bandiera) | D     | John Stones        |
| 27 | Inghilterra (bandiera) | D     | Tyias Browning     |
| 29 | Inghilterra (bandiera) | D     | Luke Garbutt       |
| 30 | Paraguay (bandiera)    | D     | Antolín Alcaraz    |
| 32 | Inghilterra (bandiera) | D     | Brendan Galloway   |
| 35 | Inghilterra (bandiera) | A     | Conor McAleny      |
| 36 | Rep. Ceca (bandiera)   | P     | Jindřich Staněk    |
| 38 | Inghilterra (bandiera) | D     | Matthew Pennington |
| 39 | Inghilterra (bandiera) | C     | Conor Grant        |
| 40 | Irlanda (bandiera)     | A     | Sam Byrne          |
| 41 | Inghilterra (bandiera) | A     | Chris Long         |

## Calciomercato

### Sessione estiva (dall'1/7 all'1/9)
La sessione di mercato dell'Everton comincia con quattro giocatori svincolati dalla società e la firma, l'8 luglio, di un contratto triennale per Gareth Barry, già presente nella stagione precedente in prestito dal Manchester City, poi svincolato dai Citizens al termine della passata stagione. Il 28 luglio dopo giorni di trattative e avvicinamenti, viene ufficializzato l'arrivo, a titolo gratuito, del bosniaco Muhamed Bešić dalla squadra ungherese del Ferencvaros. Il 31 luglio l'Everton annuncia l'acquisto definitivo dell'attaccante belga Romelu Lukaku dal Chelsea per 36 milioni di euro; la giovane punta aveva già giocato con i Toffees nella stagione precedente risultando il miglior marcatore con 16 reti totali.
| Acquisti | Acquisti       | Acquisti        | Acquisti                 |
| R.       | Nome           | da              | Modalità                 |
| -------- | -------------- | --------------- | ------------------------ |
| C        | Gareth Barry   | Manchester City | svincolato (£2 milioni)  |
| C        | Muhamed Bešić  | Ferencváros     | svincolato               |
| A        | Romelu Lukaku  | Chelsea         | definitivo (£28 milioni) |
| C        | Christian Atsu | Chelsea         | prestito                 |
| A        | Samuel Eto'o   | Chelsea         | svincolato               |

| Cessioni | Cessioni           | Cessioni | Cessioni   |
| R.       | Nome               | a        | Modalità   |
| -------- | ------------------ | -------- | ---------- |
| A        | N                  |          | svincolato |
| C        | Magaye Gueye       |          | svincolato |
| P        | Mason Springthorpe |          | svincolato |
| D        | Iboi Touray        |          | svincolato |

## Risultati

### Premier League
| Arbitro: | Mike Jones |

|                     |           |                          |
| Ulloa 22’ Woods 86’ | Marcatori | 20’ McGeady 45’ Naismith |

| Arbitro: | Kevin Friend |

|                          |           |                       |
| Coleman 19’ Naismith 45’ | Marcatori | 83’ Ramsey 90’ Giroud |

| Arbitro: | Jonathan Moss |

|                                     |           |                                                                    |
| Mirallas 45’ Naismith 69’ Eto'o 76’ | Marcatori | 1’, 90’ Costa 3’ Ivanović 67’ (aut.) Coleman 74’ Matic 77’ Ramires |

| Arbitro: | Anthony Taylor |

|  |           |                        |
|  | Marcatori | 2’ Lukaku 66’ Mirallas |

| Arbitro: | Michael Oliver |

|                             |           |                                      |
| Lukaku 9’ Baines 83’ (rig.) | Marcatori | 30’ Jedinak 54’ Campbell 69’ Bolasie |

| Arbitro: | Martin Atkinson |

|             |           |              |
| Gerrard 65’ | Marcatori | 90’ Jagielka |

| Arbitro: | Kevin Friend |

|                         |           |              |
| Di Maria 27’ Falcao 62’ | Marcatori | 55’ Naismith |

| Arbitro: | Anthony Taylor |

|                                     |           |  |
| Jagielka 18’ Lukaku 48’ Coleman 76’ | Marcatori |  |

| Arbitro: | Andre Marriner |

|          |           |                         |
| Ings 20’ | Marcatori | 4’ 85’ Eto'o 29’ Lukaku |

| Liverpool 1º novembre 2014, ore 15:00 GMT 10ª giornata | Everton      | 0 – 0 referto | Swansea City | Goodison Park (39,149 spett.)\| Arbitro: \| Kevin Friend \| |
| Arbitro:                                               | Kevin Friend |               |              |                                                             |

| Arbitro: | Mason |

|             |           |                   |
| Larsson 67’ | Marcatori | 76’ (rig.) Baines |

| Arbitro: | Mark Clattenburg |

|                      |           |            |
| Lukaku 26’ Osman 73’ | Marcatori | 56’ Zárate |

| Arbitro: | Michael Oliver |

|                         |           |              |
| Eriksen 21’ Soldado 73’ | Marcatori | 15’ Mirallas |

| Arbitro: | Robert Madley |

|            |           |           |
| Lukaku 34’ | Marcatori | 59’ Aluko |

| Arbitro: | Marriner |

|                  |           |  |
| Touré 24’ (rig.) | Marcatori |  |

| Arbitro: | Neil Swarbrick |

|                                       |           |            |
| Barkley 33’ Mirallas 43’ Naismith 53’ | Marcatori | 80’ Zamora |

| Arbitro: | Jonathan Moss |

|                                         |           |  |
| Lukaku 38’ (aut.) Pellè 65’ Yoshida 82’ | Marcatori |  |

| Arbitro: | Lee Mason |

|  |           |           |
|  | Marcatori | 80’ Krkić |

| Arbitro: | Craig Pawson |

|                                 |           |                      |
| Cissé 34’ Perez 51’ Colback 68’ | Marcatori | 5’ Koné 84’ Mirallas |

| Arbitro: | Kevin Friend |

|                            |           |  |
| Elmohamady 33’ Jelavić 43’ | Marcatori |  |

| Arbitro: | Martin Atkinson |

|              |           |                 |
| Naismith 78’ | Marcatori | 74’ Fernandinho |

| Liverpool 19 gennaio 2015, ore 20:00 GMT 22ª giornata | Everton        | 0 – 0 referto | West Bromwich | Goodison Park (34,739 spett.)\| Arbitro: \| Michael Oliver \| |
| Arbitro:                                              | Michael Oliver |               |               |                                                               |

| Arbitro: | Roger East |

|  |           |           |
|  | Marcatori | 2’ Lukaku |

| Liverpool 7 febbraio 2015, ore 17:30 GMT 24ª giornata | Everton        | 0 – 0 referto | Liverpool | Goodison Park (39,621 spett.)\| Arbitro: \| Anthony Taylor \| |
| Arbitro:                                              | Anthony Taylor |               |           |                                                               |

| Arbitro: | Jonathan Moss |

|             |           |  |
| Willian 89’ | Marcatori |  |

| Arbitro: | Phil Dowd |

|                               |           |                          |
| Naismith 57’ Upson 88’ (aut.) | Marcatori | 63’ Nugent 70’ Cambiasso |

| Arbitro: | Andre Marriner |

|                        |           |  |
| Giroud 39’ Rosický 89’ | Marcatori |  |

| Arbitro: | Mark Clattenburg |

|                     |           |  |
| Moses 32’ Diouf 84’ | Marcatori |  |

| Arbitro: | Martin Atkinson |

|                                            |           |  |
| McCarthy 20’ Lukaku 56’ (rig.) Barkley 93’ | Marcatori |  |

| Arbitro: | Jonathan Moss |

|            |           |                        |
| Vargas 65’ | Marcatori | 18’ Coleman 77’ Lennon |

| Arbitro: | Martin Atkinson |

|              |           |  |
| Jagielka 16’ | Marcatori |  |

| Arbitro: | Michael Oliver |

|                    |           |            |
| Shelvey 69’ (rig.) | Marcatori | 41’ Lennon |

| Arbitro: | Martin Atkinson |

|              |           |  |
| Mirallas 29’ | Marcatori |  |

| Arbitro: | Andre Marriner |

|                                     |           |  |
| McCarthy 5’ Stones 35’ Mirallas 74’ | Marcatori |  |

| Arbitro: | Mark Clattenburg |

|                               |           |                                |
| Benteke 10’ 45’ Cleverley 64’ | Marcatori | 59’ (rig.) Lukaku 90’ Jagielka |

| Arbitro: | Lee Probert |

|  |           |                      |
|  | Marcatori | 53’ Graham 85’ Defoe |

| Arbitro: | Kevin Friend |

|             |           |                        |
| 62’ Downing | Marcatori | 68’ Osman 90+3’ Lukaku |

| Arbitro: | Jonathan Moss |

|  |           |          |
|  | Marcatori | 24’ Kane |

### UEFA Europa League

#### Fase a gironi
| Arbitro: | Luca Banti |

|                                                                   |           |                 |
| Rodriguez 82’ (aut.) Coleman 45+1’ Baines 47’ (rig.) Mirallas 89’ | Marcatori | 90+4’ Rodriguez |

| Arbitro: | Hüseyin Göçek |

|                       |           |           |
| da Silva Ferreira 43’ | Marcatori | 82’ Eto'o |

| Lilla 23 ottobre 2014, ore 19:00 CEST 3ª giornata - Gruppo H | Lilla | 0 – 0 | Everton | Stade Pierre-Mauroy |

| Liverpool 6 novembre 2014, ore 21:05 CET 4ª giornata - Gruppo H       | Everton   | 3 – 0 | Lilla | Goodison Park |
| \| \| \| \| \| Osman 27’ Jagielka 42’ Naismith 71’ \| Marcatori \| \| |           |       |       |               |
|                                                                       |           |       |       |               |
| Osman 27’ Jagielka 42’ Naismith 71’                                   | Marcatori |       |       |               |

| Wolfsburg 27 novembre 2014, ore 19:00 CET 5ª giornata - Gruppo H | Wolfsburg | 0 – 2                   | Everton | Volkswagen-Arena |
| \| \| \| \| \| \| Marcatori \| 43’ Lukaku 75’ Mirallas \|        |           |                         |         |                  |
|                                                                  |           |                         |         |                  |
|                                                                  | Marcatori | 43’ Lukaku 75’ Mirallas |         |                  |

| Liverpool 11 dicembre 2014, ore 21:05 CET 6ª giornata - Gruppo H | Everton   | 0 – 1       | Krasnodar | Goodison Park |
| \| \| \| \| \| \| Marcatori \| 30’ Laborde \|                    |           |             |           |               |
|                                                                  |           |             |           |               |
|                                                                  | Marcatori | 30’ Laborde |           |               |

##### Gruppo H
|           | EVE   | WOL   | LIL   | KRA   |
| Everton   |       | 4 - 1 | 3 - 0 | 0 - 1 |
| Wolfsburg | 0 - 2 |       | 1 - 1 | 5 - 1 |
| Lilla     | 0 - 0 | 0 - 3 |       | 1 - 1 |
| Krasnodar | 1 - 1 | 2 - 4 | 1 - 1 |       |

| Squadra   | P.ti | G | V | P | S | GF | GS | DG |
| --------- | ---- | - | - | - | - | -- | -- | -- |
| Everton   | 11   | 6 | 3 | 2 | 1 | 10 | 3  | +7 |
| Wolfsburg | 10   | 6 | 3 | 1 | 2 | 14 | 10 | +4 |
| Krasnodar | 6    | 6 | 1 | 3 | 2 | 7  | 12 | -5 |
| Lilla     | 4    | 6 | 0 | 4 | 2 | 3  | 9  | -6 |

#### Fase a eliminazione diretta
| Arbitro: | Aleksei Kulbakov |

|            |           |                                |
| Hoarau 10’ | Marcatori | 24’ 39’ 58’ Lukaku 28’ Coleman |

| Arbitro: | Stefan Johannesson |

|                                    |           |            |
| Lukaku 25’ (rig.) 30’ Mirallas 42’ | Marcatori | 13’ Sanogo |

| Arbitro: | Carlos Velasco Carballo |

|                                |           |            |
| Naismith 39’ Lukaku 82’ (rig.) | Marcatori | 28’ Husjev |

| Arbitro: | Deniz Aytekin |

|                                                                 |           |                         |
| Yarmolenko 21’ Teodorczyk 35’ Veloso 37’ Husjev 56’ Antunes 76’ | Marcatori | 29’ Lukaku 82’ Jagielka |

### League Cup
| Arbitro: | Roger East |

|                                   |           |  |
| Dyer 28’ Sigurðsson 64’ Emnes 87’ | Marcatori |  |

### FA Cup
| Arbitro: | Anthony Taylor |

|            |           |             |
| Lukaku 91’ | Marcatori | 56’ Collins |

| Arbitro: | Neil Swarbrick |

|                                                                                 |                      |                                                                             |
| Valencia 51’ Cole 113’                                                          | Marcatori            | 82’ Mirallas 97’ Lukaku                                                     |
| Noble Nolan Carroll Cresswell Downing Cole Valencia Amalfitano Jenkinson Adrián | Tiri di rigore 9 – 8 | Mirallas Naismith Lukaku Baines Oviedo Barry Stones Jagielka Coleman Robles |

## Statistiche

### Statistiche di squadra
Statistiche aggiornate al 27 maggio 2015.
| Competizione       | Punti       | In casa | In casa | In casa | In casa | In casa | In casa | In trasferta | In trasferta | In trasferta | In trasferta | In trasferta | In trasferta | Totale | Totale | Totale | Totale | Totale | Totale | DR  |
| Competizione       | Punti       | G       | V       | N       | P       | Gf      | Gs      | G            | V            | N            | P            | Gf           | Gs           | G      | V      | N      | P      | Gf     | Gs     | DR  |
| ------------------ | ----------- | ------- | ------- | ------- | ------- | ------- | ------- | ------------ | ------------ | ------------ | ------------ | ------------ | ------------ | ------ | ------ | ------ | ------ | ------ | ------ | --- |
| Premier League     | 47          | 19      | 7       | 7       | 5       | 27      | 21      | 19           | 5            | 4            | 10           | 21           | 29           | 38     | 12     | 11     | 15     | 48     | 50     | -2  |
| UEFA Europa League | 11          | 5       | 4       | 0       | 1       | 12      | 4       | 5            | 2            | 2            | 1            | 9            | 7            | 10     | 6      | 2      | 2      | 21     | 11     | +10 |
| FA Cup             | Terzo Turno | 1       | 0       | 1       | 0       | 1       | 1       | 1            | 0            | 1            | 0            | 2            | 2            | 2      | 0      | 2      | 0      | 3      | 3      | 0   |
| League Cup         | Terzo Turno | 0       | 0       | 0       | 0       | 0       | 0       | 1            | 0            | 0            | 1            | 0            | 3            | 1      | 0      | 0      | 1      | 0      | 3      | -3  |
| Totale             | 58          | 25      | 11      | 8       | 6       | 40      | 26      | 26           | 7            | 7            | 12           | 31           | 41           | 51     | 18     | 15     | 18     | 72     | 67     | +5  |

### Statistiche dei giocatori
I giocatori in corsivo sono in prestito o si sono trasferiti in altre squadre durante la corrente stagione, i dati segnati si riferiscono alle sole partite giocate nella rosa dell'Everton.
| Giocatore     | Premier League | Premier League | Premier League | Premier League | Europa League | Europa League | Europa League | Europa League | FA Cup   | FA Cup | FA Cup      | FA Cup     | League Cup | League Cup | League Cup  | League Cup | Totale   | Totale | Totale      | Totale     |
| Giocatore     | Presenze       | Reti           | Ammonizioni    | Espulsioni     | Presenze      | Reti          | Ammonizioni   | Espulsioni    | Presenze | Reti   | Ammonizioni | Espulsioni | Presenze   | Reti       | Ammonizioni | Espulsioni | Presenze | Reti   | Ammonizioni | Espulsioni |
| ------------- | -------------- | -------------- | -------------- | -------------- | ------------- | ------------- | ------------- | ------------- | -------- | ------ | ----------- | ---------- | ---------- | ---------- | ----------- | ---------- | -------- | ------ | ----------- | ---------- |
| A. Alcaraz    | 8              | 0              | 1              | 1              | 5             | 0             | 0             | 0             | 0        | 0      | 0           | 0          | 1          | 0          | 0           | 0          | 14       | 0      | 1           | 1          |
| C. Atsu       | 6              | 0              | 0              | 0              | 7             | 0             | 0             | 0             | 0        | 0      | 0           | 0          | 1          | 0          | 0           | 0          | 14       | 0      | 0           | 0          |
| L. Baines     | 30             | 2              | 4              | 0              | 5             | 1             | 0             | 0             | 1        | 0      | 0           | 0          | 0          | 0          | 0           | 0          | 36       | 3      | 4           | 0          |
| R. Barkley    | 25             | 2              | 1              | 0              | 5             | 0             | 1             | 0             | 2        | 0      | 0           | 0          | 0          | 0          | 0           | 0          | 32       | 2      | 2           | 0          |
| G. Barry      | 30             | 0              | 9              | 1              | 9             | 1             | 0             | 0             | 2        | 1      | 0           | 0          | 0          | 0          | 0           | 0          | 41       | 2      | 9           | 1          |
| M. Bešić      | 22             | 8              | 1              | 0              | 5             | 3             | 0             | 0             | 2        | 0      | 0           | 0          | 1          | 0          | 0           | 0          | 30       | 11     | 1           | 0          |
| S. Byrne      | 0              | 0              | 0              | 0              | 0             | 0             | 0             | 0             | 0        | 0      | 0           | 0          | 0          | 0          | 0           | 0          | 0        | 0      | 0           | 0          |
| T. Browning   | 2              | 0              | 0              | 0              | 1             | 0             | 0             | 0             | 0        | 0      | 0           | 0          | 0          | 0          | 0           | 0          | 3        | 0      | 0           | 0          |
| S. Coleman    | 32             | 3              | 2              | 0              | 5             | 2             | 0             | 0             | 2        | 0      | 0           | 0          | 0          | 0          | 0           | 0          | 39       | 5      | 2           | 0          |
| S. Distin     | 12             | 0              | 0              | 0              | 3             | 0             | 0             | 0             | 1        | 0      | 0           | 0          | 1          | 0          | 0           | 0          | 17       | 0      | 0           | 0          |
| S. Eto'o      | 14             | 3              | 1              | 0              | 4             | 1             | 1             | 0             | 1        | 0      | 0           | 0          | 1          | 0          | 0           | 0          | 20       | 4      | 2           | 0          |
| B. Galloway   | 0              | 0              | 0              | 0              | 0             | 0             | 0             | 0             | 0        | 0      | 0           | 0          | 0          | 0          | 0           | 0          | 0        | 0      | 0           | 0          |
| L. Garbutt    | 3              | 0              | 0              | 0              | 5             | 0             | 0             | 0             | 0        | 0      | 0           | 0          | 1          | 0          | 1           | 0          | 9        | 0      | 1           | 0          |
| D. Gibson     | 9              | 0              | 0              | 0              | 4             | 0             | 0             | 0             | 0        | 0      | 0           | 0          | 1          | 0          | 0           | 0          | 14       | 0      | 0           | 0          |
| C. Grant      | 0              | 0              | 0              | 0              | 0             | 0             | 0             | 0             | 0        | 0      | 0           | 0          | 0          | 0          | 0           | 0          | 0        | 0      | 0           | 0          |
| T. Hibbert    | 4              | 0              | 0              | 0              | 4             | 0             | 0             | 0             | 0        | 0      | 0           | 0          | 1          | 0          | 0           | 0          | 9        | 0      | 0           | 0          |
| T. Howard     | 29             | 0              | 3              | 0              | 9             |               | 0             | 0             | 0        | 0      | 0           | 0          | 1          | 0          | 0           | 0          | 39       | 0      | 3           | 0          |
| P. Jagielka   | 34             | 4              | 0              | 0              | 9             | 2             | 0             | 0             | 2        | 0      | 0           | 0          | 0          | 0          | 0           | 0          | 45       | 6      | 0           | 0          |
| A. Koné       | 12             | 1              | 2              | 0              | 4             | 0             | 1             | 0             | 0        | 0      | 0           | 0          | 0          | 0          | 0           | 0          | 16       | 1      | 3           | 0          |
| A. Lennon     | 12             | 2              | 2              | 0              | 1             | 0             | 0             | 0             | 0        | 0      | 0           | 0          | 0          | 0          | 0           | 0          | 13       | 2      | 2           | 0          |
| C. Long       | 0              | 0              | 0              | 0              | 1             | 0             | 0             | 0             | 0        | 0      | 0           | 0          | 0          | 0          | 0           | 0          | 1        | 0      | 0           | 0          |
| R. Lukaku     | 32             | 9              | 1              | 0              | 9             | 8             | 3             | 0             | 2        | 2      | 1           | 0          | 1          | 0          | 0           | 0          | 44       | 19     | 5           | 0          |
| C. McAleny    | 0              | 0              | 0              | 0              | 1             | 0             | 0             | 0             | 0        | 0      | 0           | 0          | 0          | 0          | 0           | 0          | 1        | 0      | 0           | 0          |
| J. McCarthy   | 25             | 2              | 6              | 0              | 8             | 0             | 0             | 0             | 0        | 0      | 0           | 0          | 1          | 0          | 0           | 0          | 34       | 2      | 6           | 0          |
| A. McGeady    | 14             | 1              | 1              | 0              | 4             | 0             | 0             | 0             | 2        | 0      | 0           | 1          | 1          | 0          | 0           | 0          | 21       | 1      | 1           | 1          |
| K. Mirallas   | 26             | 7              | 3              | 0              | 5             | 3             | 2             | 0             | 2        | 0      | 1           | 0          | 0          | 0          | 0           | 0          | 33       | 10     | 6           | 0          |
| S. Naismith   | 30             | 6              | 8              | 0              | 6             | 2             | 1             | 0             | 2        | 0      | 0           | 0          | 0          | 0          | 0           | 0          | 38       | 8      | 9           | 0          |
| L. Osman      | 18             | 1              | 0              | 0              | 7             | 1             | 0             | 0             | 0        | 0      | 0           | 0          | 1          | 0          | 0           | 0          | 26       | 2      | 0           | 0          |
| B. Oviedo     | 6              | 0              | 3              | 0              | 2             | 0             | 0             | 0             | 2        | 0      | 0           | 0          | 1          | 0          | 0           | 0          | 11       | 0      | 3           | 0          |
| M. Pennington | 0              | 0              | 0              | 0              | 0             | 0             | 0             | 0             | 0        | 0      | 0           | 0          | 0          | 0          | 0           | 0          | 0        | 0      | 0           | 0          |
| S. Pienaar    | 9              | 0              | 1              | 0              | 2             | 0             | 2             | 0             | 0        | 0      | 0           | 0          | 0          | 0          | 0           | 0          | 11       | 0      | 3           | 0          |
| J. Robles     | 7              | 0              | 1              | 0              | 1             | 0             | 0             | 0             | 2        | 0      | 1           | 0          | 0          | 0          | 0           | 0          | 10       | 0      | 2           | 0          |
| J. Staněk     | 0              | 0              | 0              | 0              | 0             | 0             | 0             | 0             | 0        | 0      | 0           | 0          | 0          | 0          | 0           | 0          | 0        | 0      | 0           | 0          |
| J. Stones     | 20             | 1              | 1              | 0              | 3             | 0             | 0             | 1             | 2        | 0      | 0           | 0          | 0          | 0          | 0           | 0          | 25       | 1      | 1           | 1          |